# Pilcz

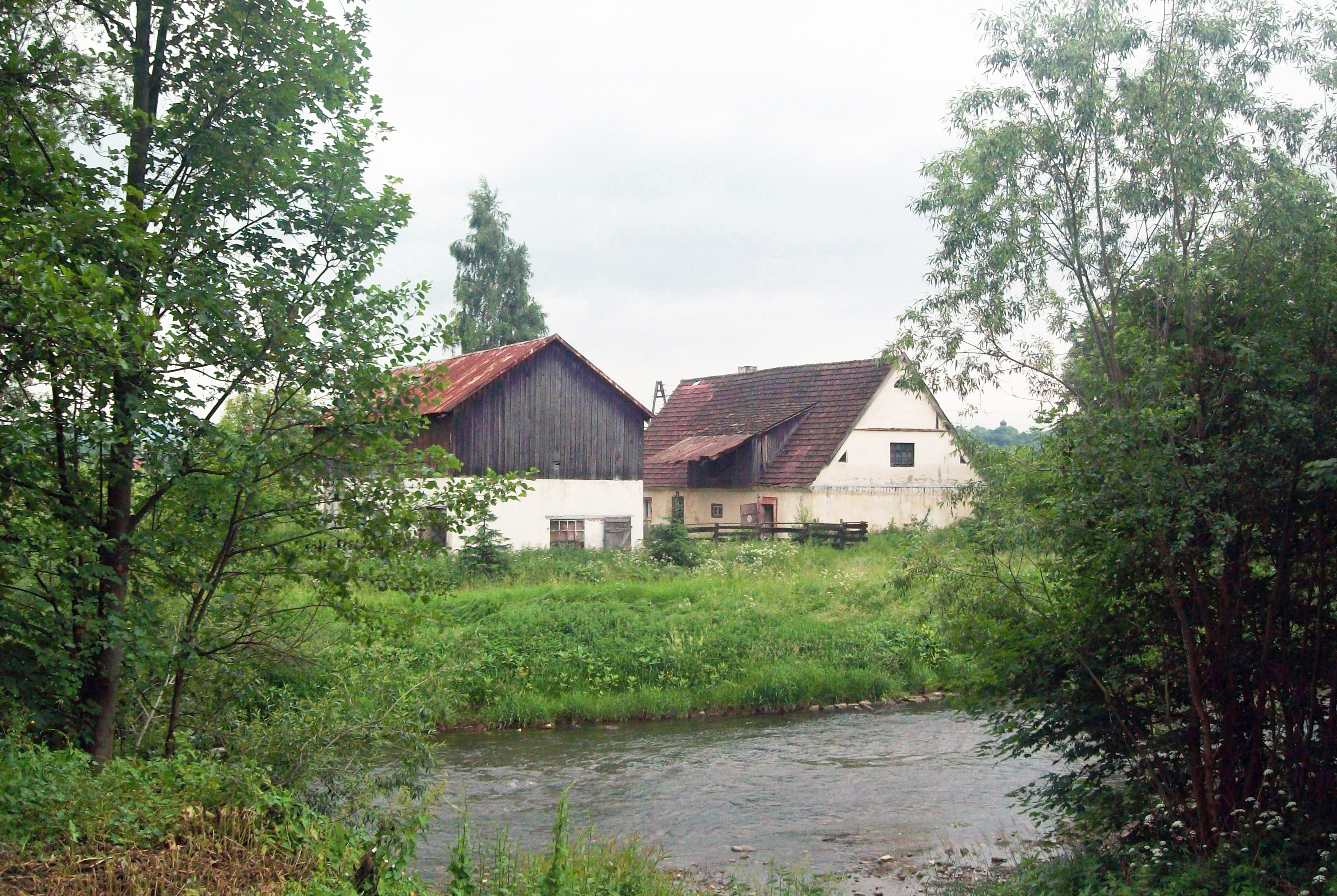
Widok na fragment zabudowań Pilcza od strony Nysy Kłodzkiej

Pilcz (niem. Piltsch, czeski: Pileč) – dawna wieś, a od 1937 roku część Krosnowic, wsi sołeckiej w Polsce, położonej w województwie dolnośląskim, w powiecie kłodzkim, w gminie Kłodzko. Osada znajduje się ok. 5 km na południe od Kłodzka.

## Geografia

### Położenie geograficzne
Pilcz położony jest w paśmie górskim Sudetów Środkowych, w południowej części właściwej Kotliny Kłodzkiej. Graniczy z następującymi miejscowościami: Kłodzkiem (Książek) na północy, Jaszkową Dolną na północnym wschodzie, Krosnowicami na południu oraz Starym Wielisławie Dolnym na północnym zachodzie.

### Warunki naturalne
Osada stanowi najbardziej na północ wysuniętą część Krosnowic, na granicy z Kłodzkiem. Leży u ujścia Białej Lądeckiej do Nysy Kłodzkiej, na wysokości około 290–300 m n.p.m., naprzeciwko Czerwoniaka, na granicy Kotliny Kłodzkiej i Rowu Górnej Nysy.
Pilcz zajmuje prawie płaskie zrównanie, utworzone przez grubą warstwę osadów rzecznych, a w całości zajęte jest przez użytki rolne na dobrych glebach. Rzeka wykształciła tu wyraźną terasę. Okoliczne wzniesienia zbudowane są częściowo z melafirów, w których spotkać można chloryty.

## Ludność
Ludność Pilcza na przestrzeni stuleci kształtowała się w następujący sposób:
Ludność Pilcza kształtowała się od XVIII wieku na poziomie 80-100 stałych mieszkańców. Po zakończeniu II wojny światowej dotychczasowi niemieccy mieszkańcy zostali wysiedleni, a ich miejsce zajęli Polacy. Współcześnie osada liczy kilkadziesiąt osób.

## Historia
| 1331 | Villa Pilncze |
| 1348 | Polcze        |
| 1400 | Pilntze       |
| 1489 | Piltcz        |
| 1549 | Poeltsch      |
| 1623 | Pöltsch       |
| 1631 | Piltsch       |
| 1945 | Pilcza        |
| 1965 | Pilcz         |

### Początki osady (do XVIII w.)
Pilcz uznawany jest za starą osadę, która została założona jeszcze w czasach przedlokacyjnych w pobliżu Kłodzka. Istniała na pewno już na początku XIV wieku, ale nigdy nie została dużą wsią. Jej powstanie nie jest dokładnie udokumentowane, ale osada zachowała rzadki na tych terenach układ wielodrożnicy, a źródła niemiecki często podkreślały jej słowiański rodowód. Chłopi z Pilcza sprawowali funkcje strażników grodu kłodzkiego, posiadając z tego tytułu przywileje, które potwierdził im król Czech Jan Luksemburski w dokumencie pochodzącym z 29 września 1331 roku. Pilcz stanowił część lenna zamku kłodzkiego i jako takie przechodził w ręce kolejnych dzierżawców z ramienia burgrabiego, a potem namiestnika ziemi kłodzkiej. Osada należała do rodu Podiebradowiczów, zaś potem stała się królewszczyzną. Warto wspomnieć, że funkcjonalnie Pilcz od zawsze związany był z Krosnowicami, jednak nie wszedł nigdy w skład tamtejszego majątku.

### Okres nowożytny
W 1631 roku w Pilczu mieszkało tylko 8 gospodarzy płacących podatki kościelne. W XVIII wieku osada nadal stanowiła królewszczyznę. Od 1742 roku wchodziła ona w skład Królestwa Pruskiego (oficjalnie potwierdzone w 1763 roku po pokoju w Hubertusburgu). W 1747 roku mieszkało tam 9 kmieci oraz 3 zagrodników i chałupników, natomiast w 1765 roku było 8 kmieci i 2 chałupników, a wartość majątku ziemskiego szacowano na 9358 talarów. W 1782 roku było już tylko 7 kmieci i 5 zagrodników, co stanowi dowód, że wieś nie rozwijała się, a nawet ubożała.

### XIX i XX w.
Sytuacja taka utrzymywała się także w XIX wieku, a Pilcz nadal był królewszczyzną. W 1840 roku było tu 13 budynków, w tym gorzelnia, a wśród mieszkańców było 13 rzemieślników. Pewien niewielki rozwój osady nastąpił w 2. połowie tego stulecia i związany był z wybudowaniem w pobliskich Krosnowicach dużej przędzalni i tkalni mechanicznej, w której znalazła zatrudnienie większość mieszkańców okolicznych wsi. W 1875 roku przez teren Pilcza przeprowadzono linię kolejową z Kłodzka do Międzylesia, a w 1897 roku zbudowano rozgałęzienie do Stronia Śląskiego. Mimo to stację kolejową ulokowano pomiędzy Pilczem a fabryką.
Pod koniec XIX i na początku XX wieku wieś cieszyła się częściową popularnością wśród turystów. Prowadziła tędy uczęszczana trasa na Czerwoniak, a w osadzie była znana i zalecana turystą gospoda z ogródkiem.
Z dniem 28 lutego 1874 wszedł w życie nowy podział terytorialny wschodnich terenów ówczesnego Królestwa Prus, w tym prowincji Śląskiej. Zgodnie z dokonanym wtedy podziałem Pilcz wszedł w skład tzw. okręgu urzędowego (niem. Amtsbezirk) z siedzibą w Krosnowicach, (niem. Amtsbezirk – był to okręg urzędowy składający się z tzw. (niem. Landesgemeinde) – gminy wiejskie i (niem. Gutsbezirke) – dobra ziemskie, odpowiednik dzisiejszej gminy). 1 kwietnia 1937 roku miała miejsce kolejna reforma administracyjna w myśl której Pilcz został przyłączony oficjalnie do Krosnowic, stając się częścią tej wsi.

### W granicach Polski
W 1945 roku po przegranej przez III Rzeszy decyzją mocarstw zachodnich ziemia kłodzka została przyłączona do państwa polskiego. Pilcz zachował swój dawny charakter, a jego mieszkańcy także związani byli zawodowo z miejscowymi zakładami włókienniczymi. Osada nie rozwijała się licząc maksymalnie 11 zagród. Z czasem zatraciła także całkowicie swoją odrębność, stając się integralną częścią Krosnowic, a jej nazwa wychodzi z użycia.

## Architektura i urbanistyka
Osada składa się z kilku zagród i ma charakter wyłącznie rolniczy. Nie posiada zaplecza handlowo-usługowego, a od reszty wsi oddziela je koryto Białej Lądeckiej i linia kolejowa. Na terenie Pilcza zachowało się kilka okazałych zagród murowanych z XIX wieku, złożonych z dużych (często piętrowych) domów mieszkalnych i zabudowań gospodarczych ustawionych wokół dziedzińca. Przy jednej z nich stoi kamienna figura przydrożna z XVIII/XIX wieku.